# Quentalia denticulata
Quentalia denticulata is een vlinder uit de familie van de echte spinners (Bombycidae). De wetenschappelijke naam van de soort is voor het eerst geldig gepubliceerd in 1912 door William Schaus.